# Цялостност на данните
Цялостност, също цялост, в работата с данни е уверение, че всички данни, съхранявани на носител или предавани на друг компютър, няма да бъдат изменени (неволно или умишлено). Данните, които се съхраняват, трябва да останат непроменени за дълъг период от време. Когато се прехвърлят данни на друг компютър, трябва да има начин да се определи дали е имало някаква загуба или намеса в данните. Целостта на данните може да се постигне чрез използването на надеждни устройства, както и чрез съхраняването на резервни копия.
Целостта на данните е важен принцип в информационната сигурност наред с конфиденциалността и наличността.